# Obesitat infantil

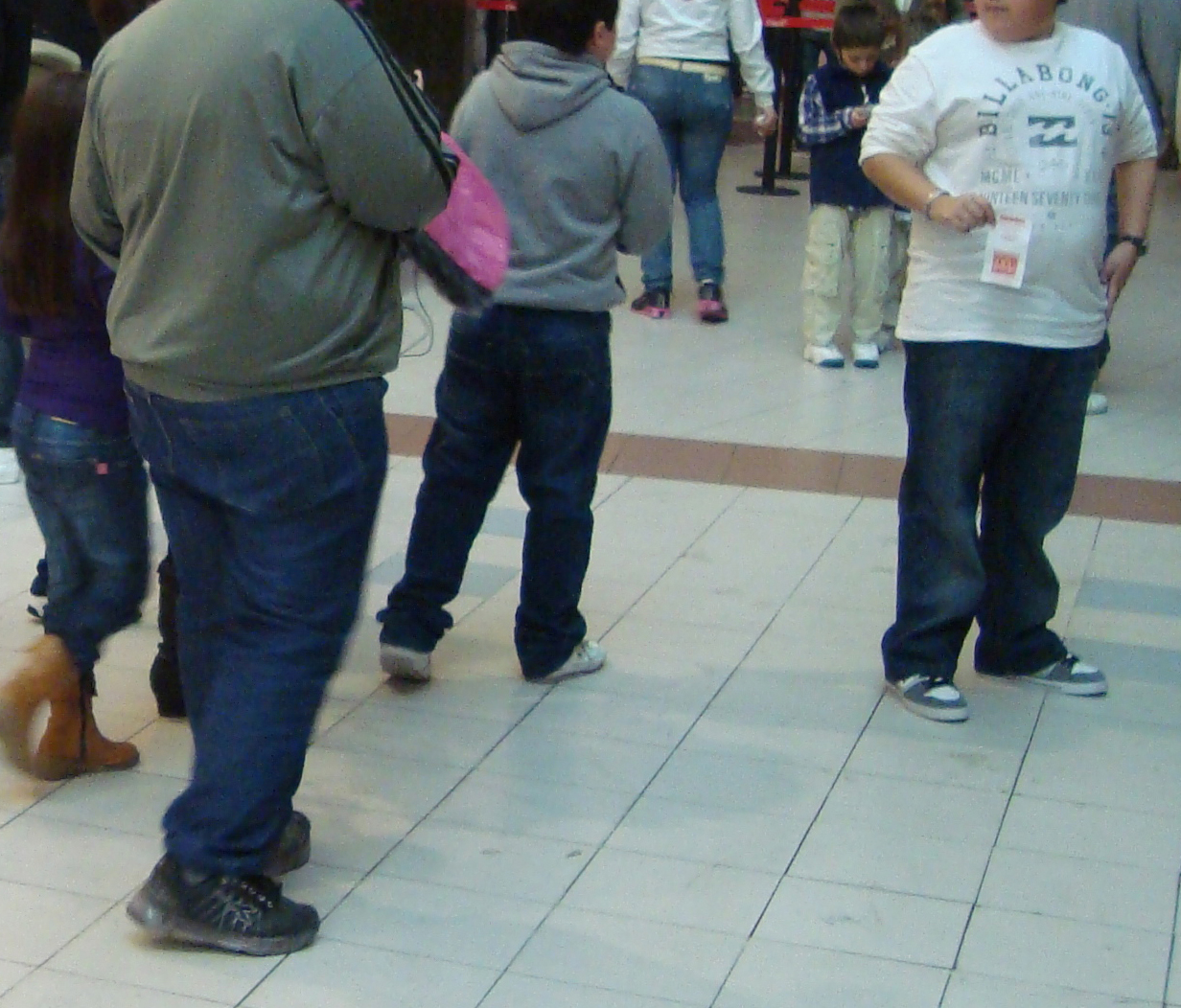
Nens amb obesitat

L'obesitat infantil és l'obesitat a la infantesa d'un individu. L'obesitat infantil de causa conductual per adquisició de mals hàbits alimentaris i per absència d'una educació alimentària correcta en els adults s'inclou entre els trastorns de la conducta alimentària perquè les pautes de prevenció de l'anorèxia i la bulímia nervioses són semblants a les pautes de prevenció d'aquest tipus d'obesitat infantil. D'altra banda, és el trastorn alimentari més freqüent entre els infants.

## Causes
L'augment s'explica, bàsicament, per l'abandonament de les dietes tradicionals mediterrànies substituïdes per d'altres molt riques en hidrats de carboni i greixos i per la vida més sedentària dels infants en un context cultural afavoridor del sedentarisme. Es considera que la gran majoria de les obesitats infantils són conseqüència d'una dieta anòmala en quantitat i qualitat. Un criteri per considerar que un infant obès és que sobrepassi el 20% del seu pes ideal.
No obstant això, actualment hi ha un consens internacional ampli per utilitzar l'índex de massa corporal (IMC = pes / talla en cm2) com la mesura d'elecció per al diagnòstic del sobrepès i l'obesitat en la infància i en l'adolescència, encara que cal tenir molt en compte els aspectes diferencials en relació amb els adults pel que fa a les fases del desenvolupament del teixit adipós en aquestes edats. Per als valors de referència s'utilitzen els establerts en les taules antropomètriques. Com que consultar les taules pot ser complex, ha de ser el vostre pediatre qui us indiqui si el pes és normal, si l'infant té sobrepès o és obès.

## Conseqüències
Les conseqüències de l'obesitat infantil són greus: dificultat per respirar, ofec, somnolència, problemes ortopèdics, transpiració excessiva, inflor dels peus i els turmells. A tots aquests trastorns físics, cal sumar-hi els problemes psicològics provocats en la infància per la discriminació social i les dificultats per relacionar-se amb els altres, l'angoixa que provoca en l'infant la discriminació dels companys de l'escola i amics. Tot això genera baixa autoestima, aïllament, introversió, insatisfacció corporal, rendiment escolar dolent i discriminació en jocs i esports per la qual cosa el problema del pes s'incrementa.
Cal tenir molt en compte, especialment des del vessant preventiu i en l'abordatge terapèutic, que en el context dels trastorns de la conducta alimentària, la imatge psicosocial de l'obesitat presenta una doble dimensió. D'una banda, la imatge social de l'obesitat i, de l'altra, la imatge que l'obès té de si mateix en l'àmbit d'aquesta societat. En ambdues circumstàncies, la pressió social actua com un factor de risc de descompensació psicològica vinculada a la insatisfacció corporal, situació que en definitiva incrementa les possibilitats de desenvolupar un trastorn de la conducta alimentària.
Les representacions negatives, els esterotips en relació amb l'obesitat, fonamentalment en adolescents i població infantil, tenen un efecte estigmatitzador molt important, sobretot en el cas de les nenes i noies. Això actua com un factor agreujant de l'obesitat, empitjora la seva condició social i s'afegeix als riscos biològics ja esmentats. Aquesta situació crea una sinergia en què es potencia l'ideal de primesa i, a la vegada, es deteriora encara més la situació de la persona amb excés de pes.

## Complicacions de l'obesitat infantil
És important recordar que molts trastorns del comportament alimentari, com la bulímia i l'anorèxia, també poden estar relacionats inicialment amb el sobrepès.
Una escassa aportació de fibra, a causa d'una dieta inadequada, i l'escassetat d'activitat física poden originar restrenyiment infantil.
L'excés de pes suposa una sobrecàrrega per als ossos i l'aparell locomotor, disminueix la tolerància a l'exercici físic, i provoca problemes respiratoris.L'obesitat també té conseqüències negatives per a la pell, ja que afavoreix el desenvolupament d'infeccions en els plecs, i l'aparició d'hematomes davant mínims traumatismes.

## Prevenció
La prevenció d'aquesta malaltia ha de començar des dels primers anys de vida del nen.
Existeixen 3 punts fonamentals per evitar l'obesitat:
El requisit clau és modificar els hàbits nutricionals erronis de la família. Els pares han de predicar amb l'exemple a l'hora de seleccionar els aliments, les quantitats i quan ingerir-los. No s'ha d'utilitzar l'alimentació per substituir altres necessitats emocionals ni per a gratificar el nen. Aquest necessita que l'escoltin i juguin amb ell.
S'ha d'alimentar correctament als nens des del naixement. La lactància materna és l'aliment fonamental durant els primers 6 mesos de vida, ajudant a disminuir el risc d'obesitat infantil i reforçant la relació afectiva del nen amb la seva mare. La introducció dels aliments ha de ser gradual. No tinguem pressa en que el nostre fill mengi de tot en edats tan primerenques.
Ressaltem la importància del consum d'aliments naturals sense addició de condiments. 
Així mateix, intentar especificar horaris d'àpats i evitar el "picoteig". Promoure la masticació adequada i ensenyar a gaudir de la taula, del temps per a dialogar i de la reunió familiar.
L'activitat física és molt important, no per la pèrdua de pes, sinó pel canvi de vida.
Abandonar el sedentarisme i allunyar-se de les llargues hores asseguts davant la televisió consumint menjar escombraria.
Reiterem que és un requisit imprescindible la participació familiar activa. No exigir canvis apressats. Els canvis d'hàbits són molt difícils d'aconseguir. Sense el suport familiar, el nen obès no aconseguirà superar els seus objectius.

## Incidència
En els últims vint anys, la prevalença del sobrepès i de l'obesitat infantil ha augmentat alarmantment al nostre país. Segons dades de l'Enquesta de salut de Catalunya, la prevalença de sobrepès i obesitat en el grup de 6 a 14 anys és del 13,3% i del 6,3%, respectivament. També l'estudi “Aladino” de l'Agència Espanyola de Seguretat Alimentària i Nutrició sobre una mostra de 1.154 infants de 6 a 10 anys de Catalunya posa de manifest que el sobrepès és del 25,7% i l'obesitat del 16,8%. La diferència de xifres entre les dues enquestes obeeix a diferències de la mostra, com ara les edats dels enquestats, i metodològiques.